# Damnation and a Day
Damnation and a Day è il quinto album in studio del gruppo musicale britannico Cradle of Filth, pubblicato il 10 marzo 2003 dalla Sony Music.

## Il disco
È l'unico album pubblicato dall'etichetta prima del passaggio alla Roadrunner Records.
È basato sul tema dell'apocalisse e sul poema di John Milton: Paradise Lost.
Alcune tracce sono narrate da Dave McEwen, apparso nel video di Her Ghost in the Fog.
L'album è diviso in quattro parti.

## Tracce
I. Fantasia Down
1. A Bruise Upon the Silent Moon – 2:03
2. The Promise of Fever – 5:57
3. Hurt and Virtue – 5:24
4. An Enemy Led the Tempest – 6:12

II. Paradise Lost
1. Damned in Any Language (a Plague on Words) – 1:58
2. Better to Reign in Hell – 6:11
3. Serpent Tongue – 5:10
4. Carrion – 4:43

III. Sewer Side Up
1. The Mordant Liquor of Tears – 2:35
2. Presents from the Poison-Hearted – 6:20
3. Doberman Pharaoh – 6:03
4. Babalon A.D. (so Glad for the Madness) – 5:38

IV. The Scented Garden
1. A Scarlet Witch Lit the Season – 1:34
2. Mannequin – 4:27
3. Thank God for the Suffering – 6:14
4. The Smoke of Her Burning – 5:00
5. End of Daze – 1:24

## Formazione
Gruppo
- Dani Filth - voce
- Paul - chitarra
- David Pubis - basso
- Martin Foul - tastiere, chitarra
- Adrian - batteria

Coriste
- Sarah Jezebel Deva - voce addizionale
- Madame Slam - voce addizionale

Personale aggiuntivo
- Dave McEwen - voce narrante (A Bruise Upon the Silent Moon, Damned in Any Language (a Plague on Words), End of Daze)
- The Budapest Film Orchestra and Choir - orchestra, cori